# Racotis plenifasciata
Racotis plenifasciata là một loài bướm đêm trong họ Geometridae.